# Mont-aux-Sources
Mont-aux-Sources är ett bergsmassiv som är en av de högsta delarna av bergskedjan Drakensberg. Berget ligger mestadels inom Lesotho, men delar av det sträcker sig in i provinsenerna KwaZulu-Natal och Fristatsprovinsen i Sydafrika. Bergets topp kan nås från Sentinel Car Park nära Phuthaditjhaba, via kedjestegar.
Mont-aux-Sources är del av en basaltplatå vars genomsnittliga höjd är omkring 3 050 meter över havet. Högsta punkten är en 3 282 meter hög bergstopp som ligger 3 kilometer från Drakensbergs sluttning.
Bergsmassivet fick sitt namn Mont-aux-Sources (Källornas berg) av franska missionärer som besökte trakten år 1836. Flera floder har sina källor i Mont-aux-Sources, varav den främsta är Tugela som rinner ut i Indiska oceanen. Omkring sju kilometer från Mont-aux-Sources når Tugela fram till Drakensberg amfiteater och störtar ner 947 meter i Tugelafallen som är världens näst högsta vattenfall.
Caledonfloden är en av Oranjeflodens viktigaste biflöden och har sina källor i Mont-Aux-Sources och strömmar längs med gränsen till Lesotho.
Elandsfloden har också sina källor i Mont-aux-Sources och rinner ut i Wilgefloden som i sin tur rinner ut i Vaal för att därefter rinna ut i Oranjefloden. Till slut rinner Oranjefloden ut i Atlanten.